# Vaulnaveys-le-Bas
Vaulnaveys-le-Bas est une commune française située dans le département de l'Isère et la région Auvergne-Rhône-Alpes.

## Géographie

### Situation et description
Rattachée à Grenoble-Alpes Métropole, la commune de Vaulnaveys-le-Bas se situe au sud-est de Grenoble et au nord de Vizille.

### Géologie
Un site fossilifère carbonifère a été découvert en 1880 sur la commune. Des nouvelles fouilles sont en cours depuis 2015. Les pièces découvertes sont déposées au Muséum de Grenoble.

### Communes limitrophes
| Brié-et-Angonnes          |                   | Vaulnaveys-le-Haut |
| Montchaboud (quadripoint) | Vaulnaveys-le-Bas |                    |
| Vizille                   |                   | Séchilienne        |

### Climat
Pour des articles plus généraux, voir Climat d'Auvergne-Rhône-Alpes et Climat de l'Isère.
En 2010, le climat de la commune est de type climat océanique altéré, selon une étude du Centre national de la recherche scientifique s'appuyant sur une série de données couvrant la période 1971-2000. En 2020, Météo-France publie une typologie des climats de la France métropolitaine dans laquelle la commune est exposée à un climat de montagne ou de marges de montagne et est dans la région climatique  Alpes du nord, caractérisée par une pluviométrie annuelle de 1 200 à 1 500 mm, irrégulièrement répartie en été. 
Pour la période 1971-2000, la température annuelle moyenne est de 11,3 °C, avec une amplitude thermique annuelle de 19,4 °C. Le cumul annuel moyen de précipitations est de 1 357 mm, avec 10,6 jours de précipitations en janvier et 6,5 jours en juillet. Pour la période 1991-2020, la température moyenne annuelle observée sur la station météorologique de Météo-France la plus proche, « Chamrousse », sur la commune de Chamrousse à 5 km à vol d'oiseau, est de 5,8 °C et le cumul annuel moyen de précipitations est de 1 219,3 mm,. Pour l'avenir, les paramètres climatiques de la commune estimés pour 2050 selon différents scénarios d'émission de gaz à effet de serre sont consultables sur un site dédié publié par Météo-France en novembre 2022.

### Voies de communication
La commune est traversée par la route départementale 524 (RD524) qui relie Uriage (Vaulnaveys) à Vizille.

## Urbanisme

### Typologie
Au 1er janvier 2024, Vaulnaveys-le-Bas est catégorisée commune rurale à habitat dispersé, selon la nouvelle grille communale de densité à sept niveaux définie par l'Insee en 2022.
Elle appartient à l'unité urbaine de Vizille, une agglomération intra-départementale regroupant sept  communes, dont elle est une commune de la banlieue,,. Par ailleurs la commune fait partie de l'aire d'attraction de Grenoble, dont elle est une commune de la couronne,. Cette aire, qui regroupe 204 communes, est catégorisée dans les aires de 700 000 habitants ou plus (hors Paris),.

### Occupation des sols
L'occupation des sols de la commune, telle qu'elle ressort de la base de données européenne d’occupation biophysique des sols Corine Land Cover (CLC), est marquée par l'importance des forêts et milieux semi-naturels (55 % en 2018), une proportion sensiblement équivalente à celle de 1990 (54,3 %). La répartition détaillée en 2018 est la suivante : 
forêts (55 %), zones agricoles hétérogènes (22,7 %), prairies (15,1 %), zones urbanisées (4,7 %), terres arables (2,5 %). L'évolution de l’occupation des sols de la commune et de ses infrastructures peut être observée sur les différentes représentations cartographiques du territoire : la carte de Cassini (XVIIIe siècle), la carte d'état-major (1820-1866) et les cartes ou photos aériennes de l'IGN pour la période actuelle (1950 à aujourd'hui).

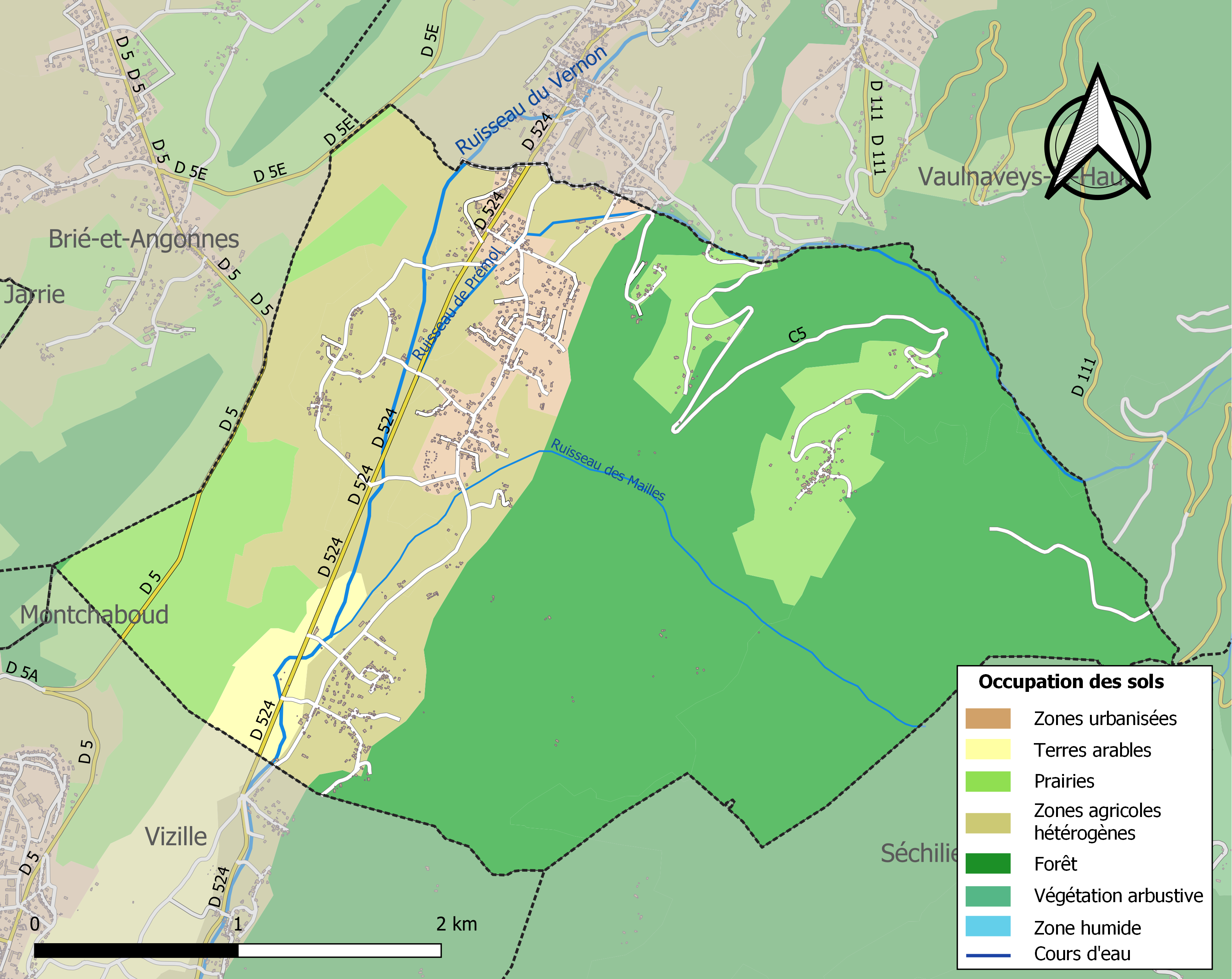
Carte des infrastructures et de l'occupation des sols de la commune en 2018 (CLC).

### Risques naturels et technologiques

#### Risques sismiques
L'ensemble du territoire de Vaulnaveys-le-Bas est situé en zone de sismicité n°4 (sur une échelle de 1 à 5), comme l'ensemble du territoire de l'agglomération grenobloise.
| Type de zone | Niveau            | Définitions (bâtiment à risque normal) |
| ------------ | ----------------- | -------------------------------------- |
| Zone 4       | Sismicité moyenne | accélération = 1,6 m/s2                |

## Histoire
Autrefois, une seule paroisse était formée par Vaulnaveys-le-Haut et Vaulnaveys-le-Bas.
Aucune présence de maisons fortes ou châteaux du Moyen Âge est attestée sur la commune.

### Administration municipale

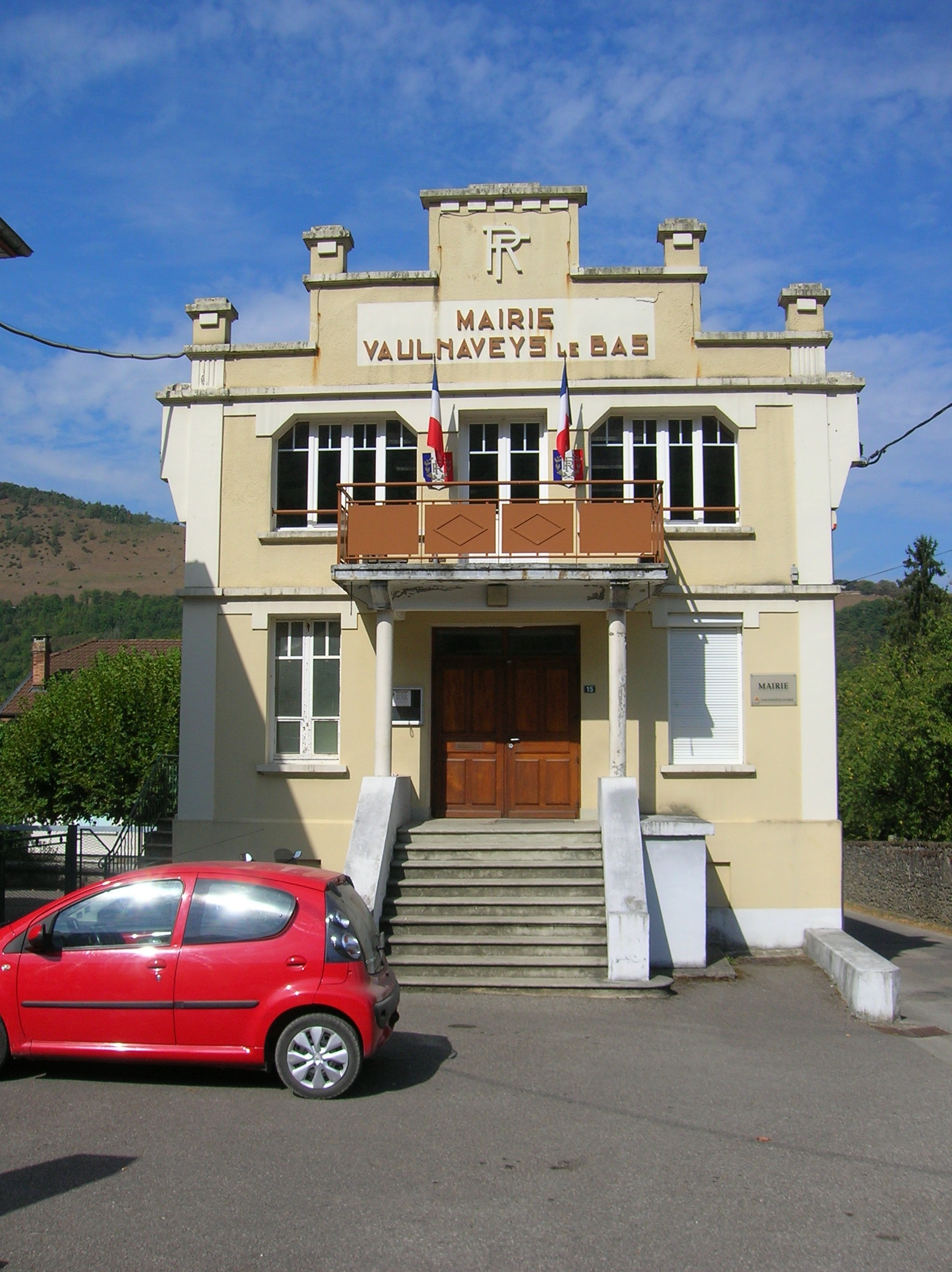
La mairie.

## Politique et administration

### Liste des maires
| Période                                  | Période  | Identité           | Étiquette | Qualité         |
| ---------------------------------------- | -------- | ------------------ | --------- | --------------- |
| mars 2001                                | En cours | Jean-Marc Gauthier | PCF       | Cadre supérieur |
| Les données manquantes sont à compléter. |          |                    |           |                 |

## Population et société

### Démographie
L'évolution du nombre d'habitants est connue à travers les recensements de la population effectués dans la commune depuis 1793. Pour les communes de moins de 10 000 habitants, une enquête de recensement portant sur toute la population est réalisée tous les cinq ans, les populations de référence des années intermédiaires étant quant à elles estimées par interpolation ou extrapolation. Pour la commune, le premier recensement exhaustif entrant dans le cadre du nouveau dispositif a été réalisé en 2007.

En 2022, la commune comptait 1 379 habitants, en évolution de +9,01 % par rapport à 2016 (Isère : +3,07 %, France hors Mayotte : +2,11 %).
| 1793 | 1800 | 1806 | 1821  | 1831 | 1836 | 1841 | 1846 | 1851 |
| ---- | ---- | ---- | ----- | ---- | ---- | ---- | ---- | ---- |
| 665  | 582  | 685  | 1 094 | 916  | 814  | 863  | 850  | 815  |

| 1856 | 1861 | 1866 | 1872 | 1876 | 1881 | 1886 | 1891 | 1896 |
| ---- | ---- | ---- | ---- | ---- | ---- | ---- | ---- | ---- |
| 763  | 749  | 687  | 660  | 649  | 634  | 602  | 606  | 590  |

| 1901 | 1906 | 1911 | 1921 | 1926 | 1931 | 1936 | 1946 | 1954 |
| ---- | ---- | ---- | ---- | ---- | ---- | ---- | ---- | ---- |
| 592  | 609  | 575  | 478  | 470  | 436  | 428  | 413  | 432  |

| 1962 | 1968 | 1975 | 1982 | 1990 | 1999  | 2006  | 2007  | 2012  |
| ---- | ---- | ---- | ---- | ---- | ----- | ----- | ----- | ----- |
| 445  | 420  | 562  | 774  | 867  | 1 173 | 1 099 | 1 096 | 1 214 |

| 2017  | 2022  | - | - | - | - | - | - | - |
| ----- | ----- | - | - | - | - | - | - | - |
| 1 282 | 1 379 | - | - | - | - | - | - | - |

### Enseignement
La commune est rattachée à l'académie de Grenoble.

### Médias
Historiquement, le quotidien à grand tirage régional Le Dauphiné libéré consacre de façon régulière dans son édition de Grenoble et du sud-Isère, un ou plusieurs articles à l'actualité du canton, de l'agglomération, quelquefois de la commune, ainsi que des informations sur les éventuelles manifestations, les travaux routiers, et autres événements divers à caractère local.

### Cultes
La communauté catholique et l'église paroissiale (propriété de la commune de Vaulnaveys-le-Haut) dépendent de la paroisse Saint Jean de la Croix, elle-même rattachée au diocèse de Grenoble.

## Culture et patrimoine

### Lieux et monuments

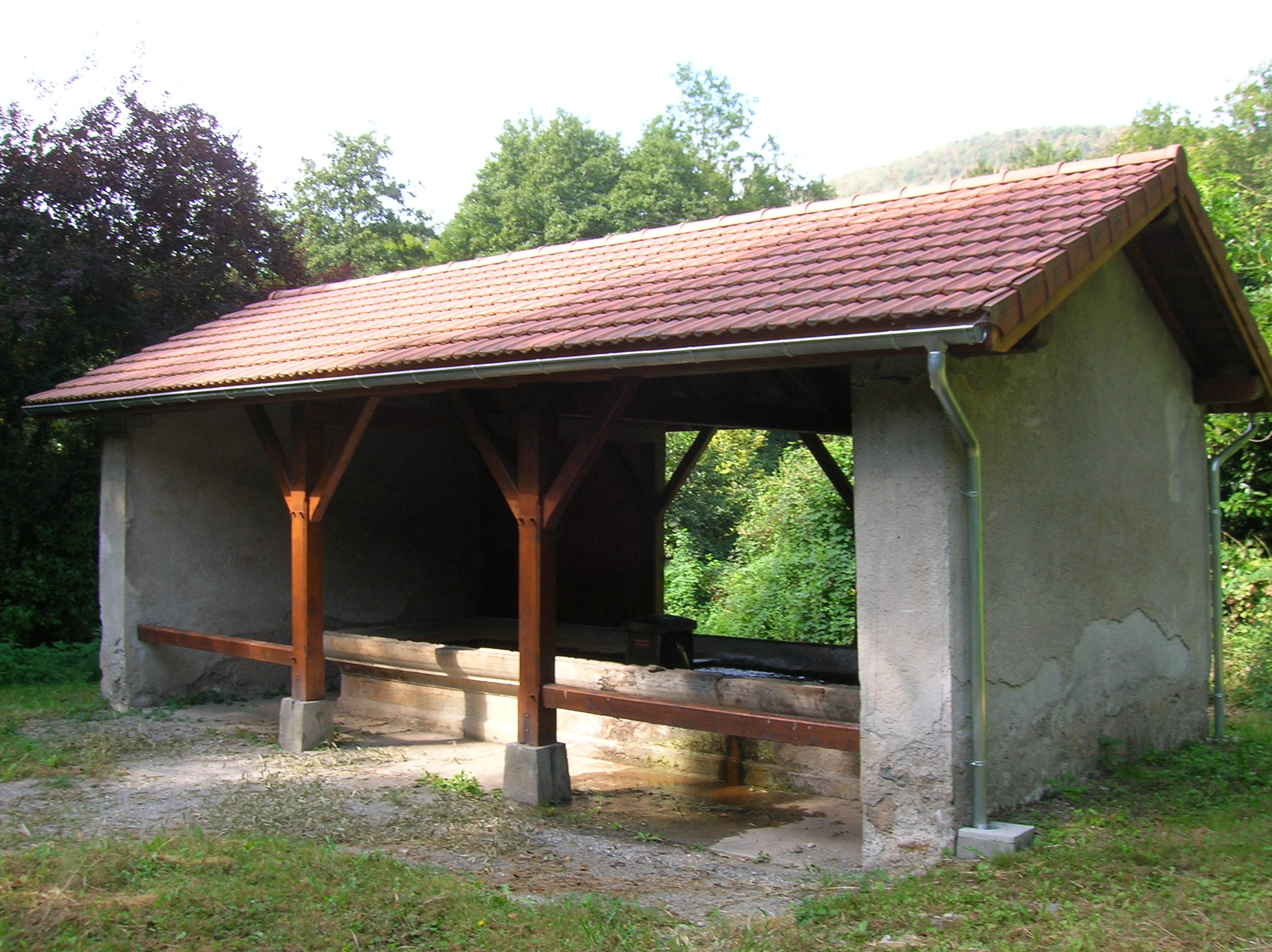
Lavoir du Gorgot.

- Le lavoir du Gorgot, restauré en 2014, date de 1872. Les eaux ferrugineuses qui l'alimentent ne gèlent jamais[24].
- L'ancienne école de Montchaffrey.
- L'église paroissiale du XIXe siècle[18].
- Les mines de fer abandonnées[18], autrefois exploitées par les Chartreux de Prémol[25].
- Le moulin du Gua, sur le ruisseau de Prémol, se trouve sur la route de Montchaffrey[24].

### Personnalités liées à la commune
Jean-Pierre Demailly (1957-2022), mathématicien, membre de l'académie des sciences.

### Héraldique
| Blason de Vaulnaveys-le-Bas | Blason  | Partie d'or à une nef d'azur, de gueules à trois roses d'argent rangées en pal. |
| Blason de Vaulnaveys-le-Bas | Détails | Le statut officiel du blason reste à déterminer.                                |